# Jan von Alvensleben
Jan von Alvensleben, zwany Jan Sachse lub Jan Linke (urodz.?, zm. przed 16 marca 1321) – komtur ziemi chełmińskiej w latach 1293–1296, komtur brzeski w roku 1301, komtur królewiecki w latach 1302–1304, komtur malborski w latach 1305–1309, komtur pokrzywieński w latach 1309–1320.

## Życiorys
Jan wywodził się z bogatej rodziny ministeriałów margrabiów brandenburskich oraz biskupów halbersztadzkich. Pochodził z miejscowości Alvensleben koło Haldensleben.
Jan von Alvensleben do Prus przybył około roku 1288. Początkowo pozostawał w otoczeniu mistrza krajowego Prus Meinharda von Querfurt. W roku 1291 objął funkcje komtura ziemi chełmińskiej, którą piastował przez piec lat. Na początku XIV stanął na czele konwentu w Brześciu Kujawskim, by następnie objąć urzędy komturskie w Malborku i Królewcu. W tym czasie tj. we wrześniu 1309 roku po zdobyciu przez krzyżaków Świecia, Jan von Alvensleben brał czynny udział w uwieńczonych sukcesem negocjacjach w sprawie wykupu od praw do Pomorza Gdańskiego. Wykupienie od margrabiów brandenburskich prawa do opanowanej siłą dzielnicy miało uprawomocnić władzę Zakonu krzyżackiego na Pomorzu Gdańskim.
Ostatnią funkcją Jana von Alvenslebena było stanowisko komtura Pokrzywna. Pełnił je od przez blisko jedenaście lat do roku 1320. Najprawdopodobniej zmarł w Pokrzywnie. Źródła z datą 16 marca 1321 przywołują go już jako zmarłego.